# Аргирестииды
Аргирестииды (лат. Argyresthiidae) — семейство бабочек. ряд иностранных авторов склонны рассматривать его в качестве подсемейства Argyresthiinae в составе семейства горностаевых молей.

## Описание
Мелкие бабочки, с размахом крыльев 6—15 мм. Голова с плотно прилегающими чешуйками на лбу и торчащими в виде пучка на затылке. Глазки отсутствуют. Усики нитевидные, покрытые светлыми ресничками, превышают половину длины переднего крыла. Передние крылья ланцетовидные, их длина превышает ширину более чем втрое. Яйцеклад хорошо выражен.

## Биология
Бабочки в спокойном состоянии сидят наклонно к субстрату, так что конец брюшной направлен вверх. Гусеницы живут в паутинных гнёздах внутри почек, цветов, плодов, побегов, под корой, в стеблях и на листьях кормовых растении. Куколка большинства видов со щетиной на кремастре. Ряд видов — вредители древесно-кустарииковой растительности, в том числе плодовых культур. Яйца откладывают на кору кормового растения.

## Виды
В России и сопредельных странах 2 рода, 25 видов.